# Аразбары
«Аразбары» (азерб. Arazbarı) — один из ритмических азербайджанских мугамов, относящийся к зерби-мугамам. Поэтический текст состоит из народных баяты. В конце каждой строфы повторяются слова «ай залым» («О злодей!»). Аразбары, как и ашугские мелодии, входит в творческое наследие мастеров ашугов. 
В дальнейшем они использовались, наряду с другими элементами азербайджанской народной музыки, в музыкальных произведениях  классической европейской традиции. В частности, композитор Узеир Гаджибеков создал симфоническую версию аразбары и использовал ее (наряду с эйраты, сегях и другими формами мугама) в первой азербайджанской опере «Лейли и Меджнун», написанной в 1908 году по мотивам одноименной поэмы азербайджанского поэта Физули.